# Yui Susaki
Yui Susaki (japonês: 須崎優衣, Hepburn: Susaki Yui, Matsudo, 30 de junho de 1999) é uma lutadora japonesa.
Ganhou duas medalhas de ouro no Campeonato Mundial de Luta em 2017 e 2018. Obteve o título olímpico nos cinquenta quilogramas da luta livre em Tóquio 2020, derrotando Sun Yanan na final.

## Carreira
Susaki fez sua estreia júnior em 2010 e ganhou três campeonatos mundiais consecutivos de cadetes de 2014 a 2016.  Em 2017, ela ganhou a medalha de ouro em seu Campeonato Mundial de estreia em Paris em 2017 na categoria 48 kg. Em 2018, ela ganhou a medalha de ouro no Campeonato Mundial de Luta Livre de 2018 em Budapeste na nova categoria 50 kg. Entre os títulos mundiais, ela ganhou o Golden Grand Prix Ivan Yarygin 2017 e o Klippan Lady Open em 2018 no evento feminino de 50 kg. Em Klippan, ela derrotou a então melhor colocada Mariya Stadnik na final por um placar de 10-1.
Ela não conseguiu defender seu título mundial no Campeonato Mundial de Wrestling de 2019, pois foi derrotada por Yuki Irie nas seletivas nacionais. Stadnyk triunfou na categoria de 50 kg no Campeonato Mundial em Nur-Sultan, Cazaquistão. Devido ao fraco desempenho de Irie em Nur-Sultan, ela foi chamada de volta à equipe olímpica. Em 5 de julho de 2021, ela foi nomeada porta-estandarte da delegação japonesa nas Olimpíadas de Verão pelo Comitê Olímpico Japonês, junto com o jogador de basquete Rui Hachimura. Embora amplamente considerada uma das melhores lutadoras na categoria de 50 kg, ela não foi cabeça de chave ao entrar nas Olimpíadas. Ela ganhou a medalha de ouro sem conceder um ponto a um oponente nos Jogos. Ela ganhou a medalha de ouro no evento feminino de 50  kg no subsequente Campeonato Mundial de Wrestling de 2022, realizado em Belgrado, Sérvia.

## Palmarés internacional
| Campeonato Mundial | Campeonato Mundial  | Campeonato Mundial | Campeonato Mundial |
| Ano                | Lugar               | Medalha            | Categoria          |
| ------------------ | ------------------- | ------------------ | ------------------ |
| 2017               | Paris (França)      | 48 kg              |                    |
| 2018               | Budapeste (Hungria) | Medalha de ouro    | 50 kg              |